# Eilandnachthagedis
De eilandnachthagedis (Xantusia riversiana) is een hagedis uit de familie nachthagedissen (Xantusiidae).

## Naamgeving en taxonomie
De Nederlandstalige naam is afgeleid van het verspreidingsgebied, enkele rotsige eilandjes voor de kust van Californië. Daarnaast werd lange tijd gedacht dat de hagedis 's nachts actief was. Het zeer afgelegen gebied waar de soort voorkomt en het feit dat het dier erg schuw is hebben ertoe geleid dat pas recentelijk bleek dat de soort alleen overdag actief is. De eilandnachthagedis is echter geen zonaanbidder zoals bij veel andere hagedissen de standaard is.
De soort werd voor het eerst wetenschappelijk beschreven door Edward Drinker Cope in 1883. De wetenschappelijke naam was vroeger Klauberina riversiana waardoor deze in de literatuur nog wordt gebruikt. Een andere bekende soort uit dit geslacht is de woestijnnachthagedis (Xantusia vigilis).

### Ondersoorten
Er worden twee ondersoorten erkend.
| Naam                           | Auteur      |
| ------------------------------ | ----------- |
| Xantusia riversiana reticulata | Smith, 1946 |
| Xantusia riversiana            | Cope, 1883  |

## Uiterlijke kenmerken

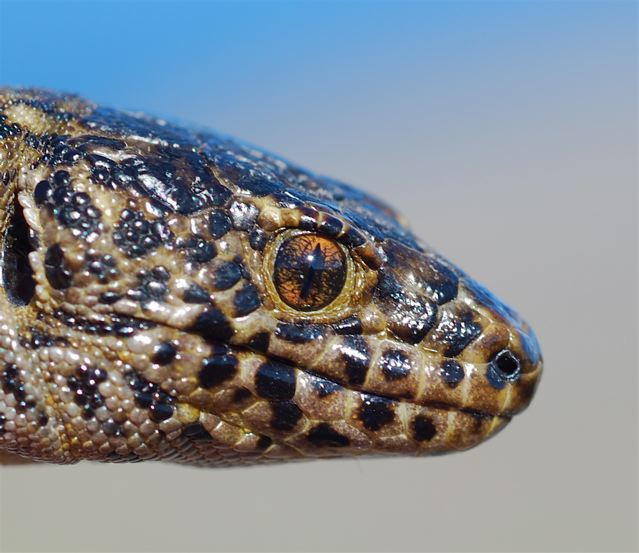
Kop van de eilandnachthagedis.

De hagedis kan tot ongeveer 20 centimeter lang worden, inclusief de staart. Het is een van de grootste vertegenwoordigers van het geslacht Xantusia. De basiskleur is lichtbruin met zwarte luipaardachtige vlekken op de kop en rug en een gebandeerde staart. Ook een grijsbruin tot bruine basiskleur en twee gelige tot witte lengtestrepen op de rug komen voor waarbij over het gehele lichaam kleine onregelmatige donkerbruine tot zwarte vlekjes aanwezig zijn. De flanken zijn lichter van kleur dan de bovenzijde en de buik is lichter tot witgeel. De eilandnachthagedis heeft een verhoudingsgewijs grote kop en het lichaam is relatief gedrongen, de poten en staart zijn vrij kort. De oogleden -in dit geval het onderste paar- zijn net zoals bij de slangenooghagedis (Ophisops elegans) vergroeid met de ogen en vormen twee doorzichtige permanente lenzen die mee vervellen. Over het algemeen komt dit verschijnsel alleen voor bij slangen en gekko's.

## Verspreiding en habitat
De eilandnachthagedis komt voor in de Verenigde Staten, en alleen op enkele eilandjes voor de klust van de westelijk gelegen staat Californië. Deze kleine eilandjes worden de Channel Eilanden genoemd, en kenmerken zich door een yucca-achtige begroeiing en vele granietrotsen. Het betreft de eilanden San Clemente, San Nicolas, Santa Barbara.
De habitat bestaat uit drogere streken, de hagedis houdt zich schuil tussen wortels van planten, groepen cactussen en in spleten tussen grote rotsen.

## Levenswijze
Het voedsel bestaat voornamelijk uit insecten maar ook plantendelen zoals bladeren en zaden worden gegeten. De hagedis heeft zich aangepast aan een leven in een microklimaat; een enkel exemplaar kan het gehele leven onder een enkel rotsblok doorbrengen, en alleen tevoorschijn komen om te eten. De eilandnachthagedis heeft door zijn specialisatie enkele aanpassingen ontwikkeld die uniek zijn voor hagedissen. De nachthagedis valt op door zijn trage motoriek, metabolisme en de ontwikkeling. De hagedis is daarnaast levendbarend, maar lang niet ieder jaar worden jongen geboren en het zijn er meestal niet meer dan twee. Het duurt jaren eer een juveniel geslachtsrijp is. De kan zeer oud worden voor een dier met een dergelijke lengte en kan tot twintig jaar oud kan worden.

## Bedreiging en bescherming
Door menselijke invloeden was de soort ooit bijna van de kaart geveegd, door hoefdieren die de planten weg graasden en met name de katten en ratten die ook in rotsspleten kunnen komen en de hagedis en het legsel op aten. Tegenwoordig is de eilandnachthagedis beschermd en de eilanden zijn bevrijd van alle exoten, met name voor het behoud van deze soort, die de grootste is uit de familie nachthagedissen.